# آلبرتو چیزولا
آلبرتو چیزولا (به ایتالیایی: Alberto Cisolla) بازیکن سابق تیم ملی والیبال ایتالیا است.
آلبرتو با تیم ملی والیبال ایتالیا به مدال نقره المپیک دست یافت.